# Škoda 45T
Škoda 45T (торгова назва ForCity Smart 34) — тип трамвая, що випускається чеською компанією Škoda Transportation для брнонського перевізника DPMB. 
Перший трамвай поставили у 2022 році.

## Дизайн
Тип 45T конструктивно базується на типі Artic ForCity Smart, що експлуатується в Гельсінкі , і схожий на модель 40T з Плзеня 
. 
Це трисекційний, двонаправлений, 100% низькопідлоговий трамвай. 
Кузов оснащений п'ятьма дверима з обох боків (зовнішні двері в кінцях вагона звужені) і чотирма поворотними візками, оснащеними вісьмома тяговими двигунами потужністю 70 кВт кожен 
. 
Трамвай повністю кондиціонується 
.

## Поставки

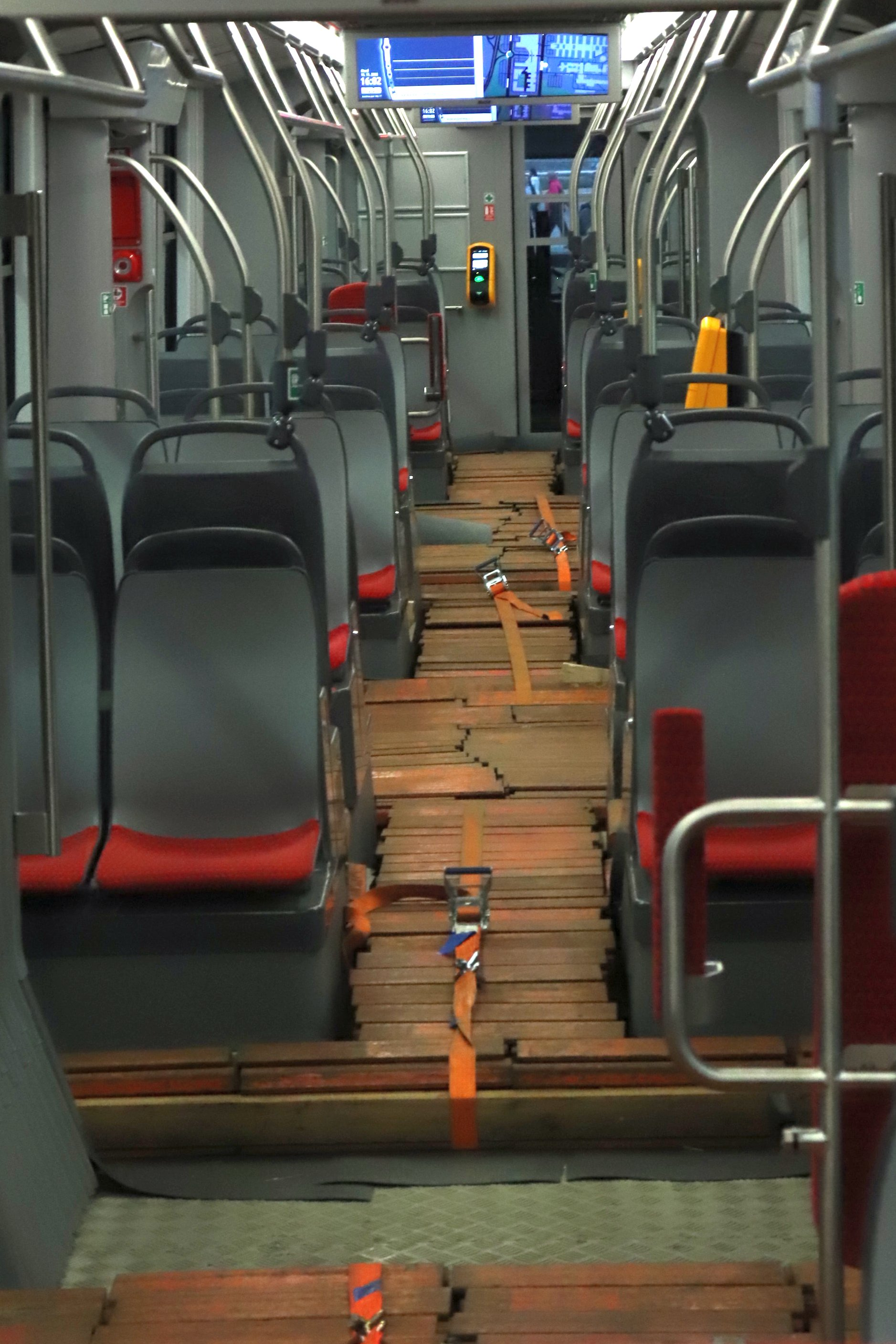
Салон трамвая № 1760 під час тестових рейсів зі сталевими решітками на підлозі, що імітують вагу пасажирів

У січні 2020 року DPMB оголосило тендер на постачання до 40 двонаправлених трамваїв великої місткості 
i, 
якому передували консультації з різними виробниками 
i. 
Переможцем тендеру в лютому 2021 року став його єдиний учасник — компанія «Škoda Transportation» з типом 45T (ForCity Smart 34 
i). 
Згідно з підписаним контрактом, п’ять трамваїв мали бути поставлені протягом двох років, а DPMB отримав опціон ще на 35. 
В експлуатації вагони 45T в основному призначені для заміни двосторонніх трамваїв Tatra KT8D5R.N2
. 
Перший трамвай № 1760 прибув до Брно 12 жовтня 2022 року 
.
і після подальших тестових рейсів без пасажирів, він був запущений в дослідну експлуатацію з пасажирами 11 грудня 2022 року 

решта чотири замовлені трамваї були доставлені до лютого 2023 року. 
Поставка була затримана, лише один трамвай був доставлений у заплановану дату, решта три мали бути доставлені до квітня 2023 року 
. 
Однак і цей термін не був дотриманий, оскільки останній трамвай прибув до Брно лише в середині травня 
. 
У березні 2023 року DPMB отримало субсидію на придбання ще 15 трамвая, поставка яких мала розтягнутися на 2023–2025 роки 
. 
У жовтні 2023 року було затверджено додаток до рамкової угоди, який збільшив ціну за один трамвай із початкових 59,9 млн крон до 75 млн крон через різке зростання цін на матеріали та послуги від постачальників 
. 
Згодом, у листопаді 2023 року, було розміщено замовлення на 15 додаткових трамваїв 45T, перші п’ять з яких мають бути поставлені протягом 18 місяців після укладення контракту, а решта десять – протягом 24 місяців після укладення контракту 
.